# Amira Smajic
Amira Smajic, född 1988 i Bijeljina i Bosnien och Hercegovina, är en dansk affärsjurist som 2024 blev dömd till fängelse för bland annat urkundsförfalskning och bedrägeri.
Smajic flydde till Danmark från Bosnien och Hercegovina år 1993. Hon utbildade sig till jurist vid Syddansk Universitet i Odense. Smajic hade i mer än tio år arbetat för olika gäng- och mc-grupperingar som Hells Angels, Bandidos och Satudarah. Hon hade bland annat givit råd om skattefusk och olika målvaktsupplägg. Dessutom fungerade hon som en länk mellan den kriminella undre världen och väletablerade advokater och entreprenörer. Den 23 augusti 2024 dömdes hon av tingsrätten i Herning till tre månaders fängelse bland annat urkundsförfalskning och bedrägeri.